# Villa Lidköping BK

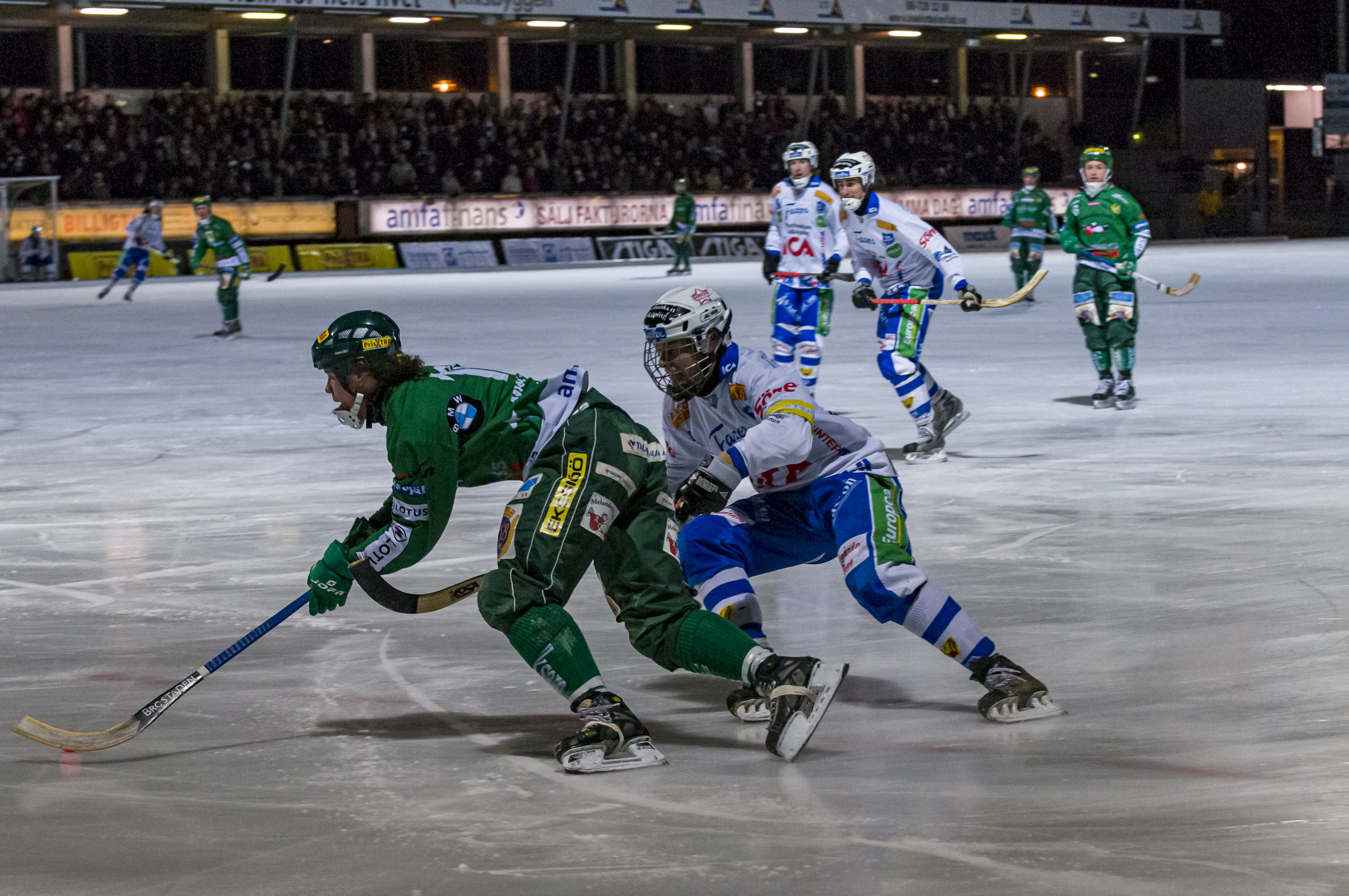
Joueurs du Villa Lidköping BK en maillot bleu et blanc (2008)

Villa Lidköping BK est un club de bandy basé à Lidköping en Suède et formé 1934 comme Villa BK. 

## Palmarès
- Championnat de Suède de bandy masculin (3)
  - Champion : 2019, 2021, 2024